# يوسي أبو
يوسي أبو (بالعبرية: יוסי אבו‏) هو مسير أعمال إسرائيلي، ولد في 7 ديسمبر 1977.